# ويكيبيديا التولوية
ويكيبيديا التولويَّة أو ويكيبيديا التولو (لغة تولو: ತುಳು ವಿಕಿಪೀಡಿಯ) هي نسخة لغة تولو مِن ويكيبيديا، التي تُديرها مُؤَسَّسة ويكيميديا. أُطلقت كموقع مُستقل في 6 أغسطس 2016 بعد أن كانت ضِمن مشروع ويكي الحاضنة ضِمن مؤتمر ويكيبيديا في الهند لعام 2016.

## التَّاريخ
قبل ثمانِ سنوات مِن إطلاقها كموقع مُستقل، أي عام 2008، أُنشئ الموقع لأول مرَّة في ويكي الحاضنة، مع عدد قليل من المُساهمين. ولكن بصرف النظر عن بعض التعديلات المُختلفة في كثيرٍ من الأحيان، كان هناك القليل من الزخم لتطوير المشروع.
في عام 2014، أُعيد تنشيط المشروع بعد بعض الاجتماعات وورش العمل، عُرِضَ مفهوم ويكيبيديا التولو أيضًا في «مؤتمر التولو العالمي» في ديسمبر من ذلك العام.
أُطلقت ويكيبيديا التولو كموقع مُستقل بعد ثمانِ سنوات مِن تواجدها في ويكي الحاضنة، في أغسطس 2016 وقد كانت تتضمَّن أكثر من 1000 مقال. وبعد إطلاق النُسخة أصبح الموقع يعمل على نطاق «tcy.wikipedia.org»، لأنَّهُ كان في ويكي الحاضنة مُنذ عام 2008، لِتُصبح ويكيبيديا التولا بالمرتبة الثالثة والعشرون كنُسخة ويكيبيديا مكتوبة بِلُغَة هِنديَّة.

## انظُر أيضًا
- ويكيبيديا الكنادية
- ويكيبيديا الهندية
- ويكيبيديا تاميلية
- ويكيميديا

## روابط خارجيَّة
- الموقع الرسمي